# Računalniško podprta proizvodnja
Računalniško podprta proizvodnja  je uporaba računalnikov za nadzor proizvodnega procesa, posebej za nadzor strojev, orodij in robotov v tovarnah. V nekaterih tovarnah je celoten proces od zasnove do proizvodnje avtomatiziran s pomočje povezave med CAD (računalniško podprto načrtovanje) in CAM. Povezovanje fleksibilnih sistemov CAD/CAM z računalniško vodenimi metodami distribucije in prodaje omogoča poceni proizvodnjo velikih količin delno prirejenih izdelkov.

## Ideja
Namesto iz tradicionalnih risb, naj bi se NC program za izdelavo izdelka ustvaril neposredno na računalniku na osnovi njegovega CAD modela. Vsi potrebni NC programi za obdelavo na CNC strojih ter tudi navodila za operaterje se naj ne bi več natisnila, ampak naj bi se v elektronski obliki predala v proizvodnjo.

## Prednosti
- Ker geometrijskih podatkov ni potrebno prepisovati iz tehničnih risb, se tako v proizvodnji zmanjša možnost napak.
- Med pripravo NC programov CNC stroj lahko nemoteno obratuje in je še vedno produktiven.
- CAM programska oprema je v osnovi neodvisna od tipa CNC obdelovalnih strojev.
- V CAM program lahko vnesemo in shranjujemo lastno znanje in izkušnje, tako da se lahko ponavljajoče naloge rešujejo hitreje, zanesljiveje in varneje.
- Izdelane NC programe lahko preprosto preverimo oz. simuliramo ter s tem vnaprej preverimo morebitna trčenja med orodjem in obdelovancem ter druge možne napake v NC programu.
- Če uporabljamo sistem za opravljanje  z orodji, je mogoče ciljne vrednosti za merjenje orodij nastaviti neposredno na napravo za prednastavljanje orodij.
- Naknadne spremembe konstrukcije ali dizajna  se lahko hitro prepoznajo in jih je moč prevzeti direktno iz CAD modela.

## Slabosti
- Sistem CAM potrebuje za vsak CNC stroj lasten po meri konfiguriran postprocesor.
- Če CAD model izdelka ne obstaja, s CAM programom ne moremo izdelati NC programa zanj.
- NC programi, ki so izdelani s pomočjo CAM programske opreme najpogosteje niso optimalni glede časa obdelave. Za obdelavo izdelkov v serijski proizvodnji (kjer je čim krajši čas obdelave bistvenega pomena) se NC programi večinoma še vedno programirajo ročno.
- Računalniška simulacija obdelave v CAM programu največkrat ni 100% zagotovilo, da je NC program brez napak.
- CAM programska oprema prinaša dodatne investicijske hkrati pa tudi stroške za šolanje in usposabljanje delavcev v

## Postopek izdelave NC programa s pomočjo CAM programske opreme
V sistemu CAM se geometrijski podatki za surovec, končni izdelek in vpenjanje preberejo v obliki CAD modelov. Pred programiranjem NC programa je z namenom lažjega programiranja pogosto potrebno nekoliko spremeniti oziroma prilagoditi obdelovalno geometrijo. Nastavimo oz. izberemo tudi obdelovalni material in CNC stroj na katerem bomo izdelali izdelek, saj tako CAM sistem pozna robne pogoje in lahko 
določi primerno hitrost podajalnih gibov. Potrebna orodja za obdelavo se prevzamejo iz sistema za upravljanje orodij ali se določijo v sistemu CAM. Operacije, ki so potrebne za obdelavo izdelka se programirajo zaporedno. Pri vsaki operaciji v  grafične vmesniku izberemo obdelovalno geometrijo, s pomočjo pogovornih oken pa še želeno orodje ter ostale tehnološke in obdelovalne parametre. Vse obdelovalne operacije najpogosteje kontroliramo s pomočjo simulacij. Ko smo izdelali vse obdelovalne operacije za izdelavo določenega izdelka, s pomočjo postprocesorja generiramo in shranimo NC program za obdelavo na CNC stroju. Navodila ter priporočila za operaterja in seznam orodij se natisne ali shrani v digitalni obliki. Poleg obdelave podatkov za specifično obdelovalno naročilo, je naloga CAM sistemov tudi arhiviranje in standardizacija.

## Najpogosteje uporabljani CAM programi
CamWorks (komercialen) 
CATIA (komercialen) 

CEREC (sestavni del komercialnega izdelka) 

Cimatron (komercialen) 

Creo (komercialen) 

Delcam (komercialen) 

Depocam (komercialen) 

Edgecam (komercialen)  

Esprit (komercialen) 

GibbsCAM (komercialen) 

Mastercam (komercialen) 

NX (Unigraphics) (komercialen) 

ProfiCAM (komercialen) 
SolidCam (komercialen)

SprutCAM (komercialen)
 
SurfCAM (komercialen)
 
Tebis (komercialen) 

TopSolid (komercialen) 

Visicam (komercialen) 

WorkNC (komercialen) 